# XXX edició dels Premis Ariel
La XXX edició dels Premis Ariel, organitzada per l'Acadèmia Mexicana d'Arts i Ciències Cinematogràfiques (AMACC), es va celebrar el 1988 a Ciutat de Mèxic per celebrar el millor del cinema durant l'any anterior. Durant la cerimònia, l’AMACC va lliurar el premi Ariel a 19 categories en honor de les pel·lícules estrenades el 1987.

## Premis i nominacions
Nota: Els guanyadors estan llistats primer i destacats en negreta. ⭐
| Millor pel·lícula - Mariana, Mariana ⭐ - Lo que importa es vivir - Días difíciles                                                                                   | Millor direcció - Alberto Isaac – Mariana, Mariana ⭐ - Alejandro Pelayo – Días difíciles - Luis Alcoriza – Lo que importa es vivir |
| Millor actor - Gonzalo Vega – Lo que importa es vivir ⭐ - Servando Balzaretti – Días difíciles - Manuel Ojeda – Muelle rojo                                         | Millor actriu - Blanca Guerra – Días difíciles ⭐ - María Rojo – Lo que importa es vivir ⭐ - Elisabeth Aguilar – Mariana, Mariana |
| Millor coactuació masculina - Fernando Balzaretti – Muelle rojo ⭐ - José Luis Cruz – Mariana, Mariana - Sergio Ramos "El Comanche" – Nocturno amor que te vas       | Millor coactuació femenina - Saby Kamalich – Mariana, Mariana ⭐ - Ángélica Aragón – La furia de un Dios - Patricia Reyes Spíndola – Los confines |
| Millor actor de repartiment - Héctor Ortega – Mariana, Mariana ⭐ - Luis Manuel Pelayo – Días difíciles - Uriel Chávez – Nocturno amor que te vas                    | Millor actriu de repartiment - Dunia Saldívar – Nocturno amor que te vas ⭐ - Ana Ofelia Murguía – Los confines - Isabela Corona – Señoritas a disgusto |
| Millor argument original - Alejandro Pelayo – Días difíciles ⭐ - Luis Alcoriza – Lo que importa es vivir - Jorge Pérez Grovas – Nocturno amor que te vas            | Millor guió adaptat - José Estrada, Vicente Leñero – Mariana, Mariana ⭐ - Alejandro Pelayo, Víctor Hugo Rascón Banda – Días difíciles - José Manuel Pintado, Tomás Pérez Turrent, Roberto Rochín – Ulama, el juego de la vida y la muerte                                                                                    |
| Millor fotografia - Arturo de la Rosa – Ulama, el juego de la vida y la muerte ⭐ - Jorge Stahl Jr. – El último túnel - Daniel López, Ángel Goded – Mariana, Mariana | Millor edició - Carlos Savage – Mariana, Mariana ⭐ - Manuel Rodríguez, Ramón Aupart – Ulama, el juego de la vida y la muerte - Enrique Murillo – Muelle rojo |
| Millor escenografia - Zeth Santacruz – Los naúfragos II: Los piratas ⭐ - Compañía Teatral La Trouppe – Calacán - Xavier Rodríguez – El tres de copas                | Millor banda sonora - Antonio Zepeda – Ulama, el juego de la vida y la muerte ⭐ - Carlos Warman – Mariana, Mariana - Rafael Carrión – Muelle rojo' |
| Millor ambientació - Xavier Rodríguez – Mariana, Mariana ⭐ - Xavier Rodríguez– El último túnel - Francisco Magallón – Muelle rojo                                   | Millor opera prima - Roberto Rochín – Ulama, el juego de la vida y la muerte ⭐ - Mitl Valdéz – Los confines - Ignacio Retes – Viaje al paraíso |
| Millor documental - Roberto Rochín – Ulama, el juego de la vida y la muerte ⭐                                                                                       | Millor Cançó - No atorgat |
| Millor curtmetratge de ficció - María Rodríguez – La divina providencia ⭐ - J. A. Martínez Benita – Beatriz - Salvador Aguirre – México ciudad amiga                | Millor curtmetratge documental - Anthony Jolly – Alimentos provenientes de la selva ⭐ - Jaime Tello – Imágenes de la expropiación petrolera |
| Millor migmetratge de ficció - José Ramón Mikelajauregui – Sin motivo aparente ⭐ - Teresa Mendicuti – A la misma hora - Orlando Merino – El umbral                  | Millor migmetratge documental - Alfredo Robert – Como una pintura nos iremos borrando ⭐ - Juan Francisco Urrusti – Encuentros de medicina maya - Alfredo Portilla, Alberto Becerril – Peleas de tigres: Una petición de lluvia nahua - Luis Lupone – Tejiendo mar y viento - Juan Francisco Urrusti – Testimonios zapatistas |
| Premis especials - Luis Mario Muñoz – Mariana, Mariana ⭐ - Enrique Escalona – Tlacuilo ⭐                                                                           | Medalla Salvador Toscano - Gonzalo Gavira ⭐ |